# Харон из Лампсака
Харон из Лампсака (др.-греч. Χάρων Λαμψακηνός; ок. 500 до н. э. — позже 465 года до н. э.) — древнегреческий историограф из города Лампсака; принадлежал к числу предшественников Геродота, так называемых логографов, от которых до нас дошли только отрывки их исторических сочинений.

## Сочинения
Из многочисленных сочинений, приписываемых ему Свидой, подлинными могут считаться только:
- «Περσικά» — история Персии в 2-х книгах;
- «Лампсакская хроника» (Ὧροι Λαμψακηνῶν) — хроника города Лампсака в 4-х книгах.